# Abraham Gotthelf Kästner

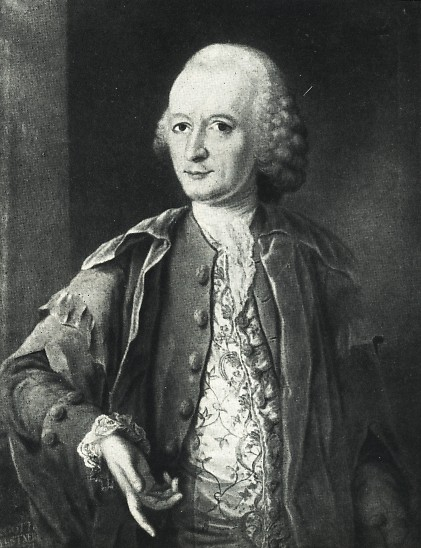
Abraham Gotthelf Kästner; Gemälde von Joh. Heinr. Tischbein.

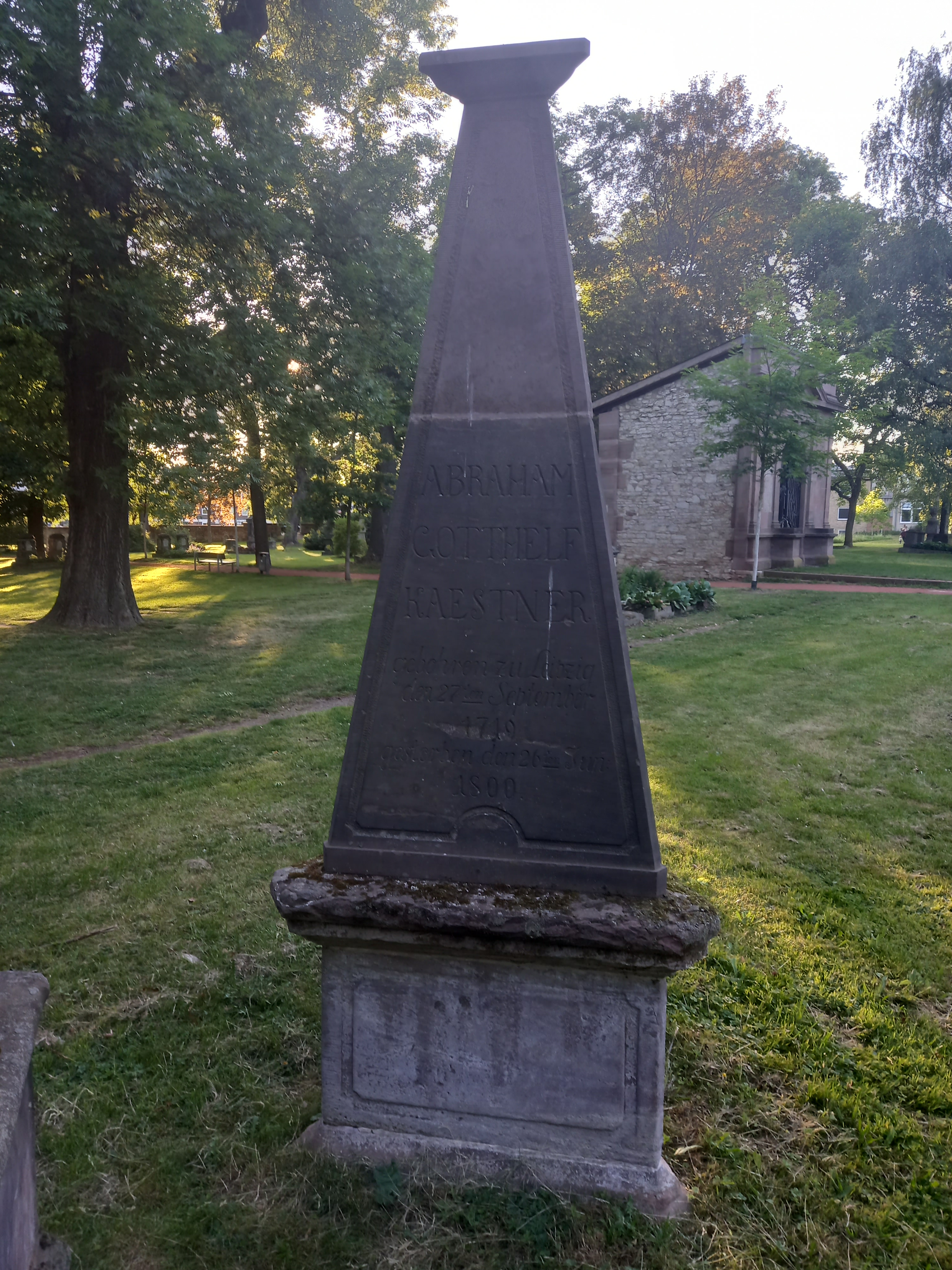
Das Grab von Abraham Gotthelf Kästner auf dem Bartholomäusfriedhof Göttingen

Abraham Gotthelf Kästner (* 27. September 1719 in Leipzig; † 20. Juni 1800 in Göttingen) war ein deutscher Mathematiker und Epigrammdichter.
Er war der Sohn des Juraprofessors Abraham Kästner. 1756 heiratete er nach 12-jähriger Verlobung Johanna Rosina Baumann.
Am 4. März 1758 starb seine Ehefrau an einer Lungenkrankheit. Später heiratete Kästner die Witwe eines französischen Offiziers. Ob aus dieser Verbindung eine Tochter entstammt, ist fraglich.

## Beruflicher Werdegang

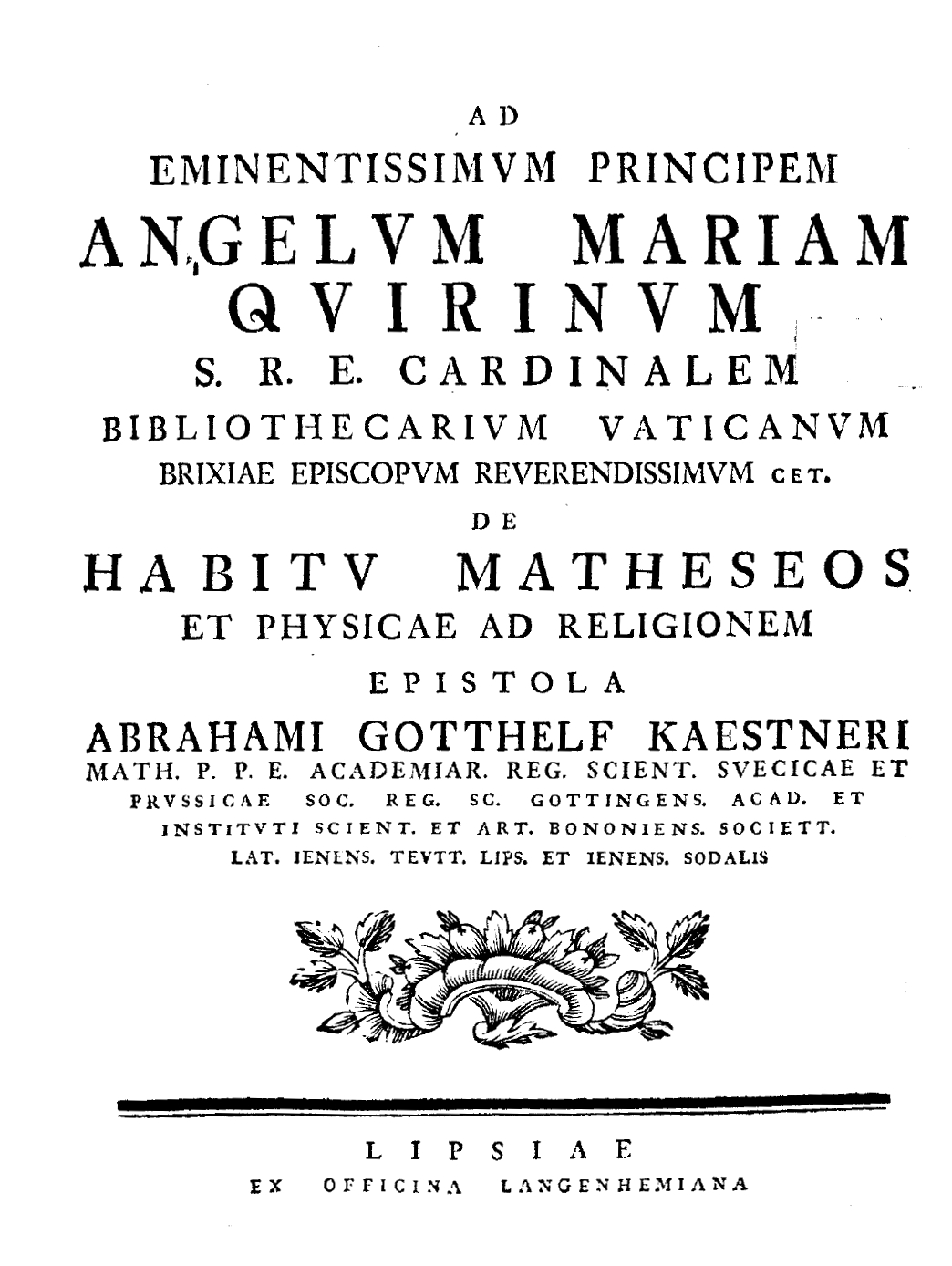
De habitu matheseos et physicae ad religionem, 1752

Kästner studierte ab 1731 in Leipzig Jura, Philosophie, Physik, Mathematik und Metaphysik. 1733 wurde er zum Notar ernannt. 1739 folgte die Habilitation an der Universität Leipzig, Kästner hielt mathematische, philosophische und juristische Vorlesungen. 1746 wurde er außerordentlicher Professor an der Universität Leipzig. 1756 folgte er einem Ruf als ordentlicher Professor der Naturlehre und Geometrie nach Göttingen. Ab 1763 war er zugleich Leiter der dortigen Sternwarte. Kästner war Lehrer und später Kollege von Lichtenberg und Erxleben. Weitere Schüler waren Johann Pfaff, der Doktorvater von Carl Friedrich Gauß, Johann Tobias Mayer, der Sohn seines Freundes und vormaligen Leiters der Göttinger Sternwarte Tobias Mayer, und Heinrich Wilhelm Brandes. Kästner war ein entschiedener Gegner von Tierversuchen (damals: Vivisektion) und bekämpfte diese Praxis aufs Schärfste. Er starb 1800 als Hofrat in Göttingen und wurde auf dem Bartholomäusfriedhof beigesetzt.
1750 wurde er als auswärtiges Mitglied in die Preußische Akademie der Wissenschaften aufgenommen. Er war ab 1751 auswärtiges und ab 1755 ordentliches Mitglied der Göttinger Akademie der Wissenschaften. Seit 1786 war er Ehrenmitglied der Russischen Akademie der Wissenschaften in Sankt Petersburg.
Der Mondkrater Kästner ist nach ihm benannt.

## Werke

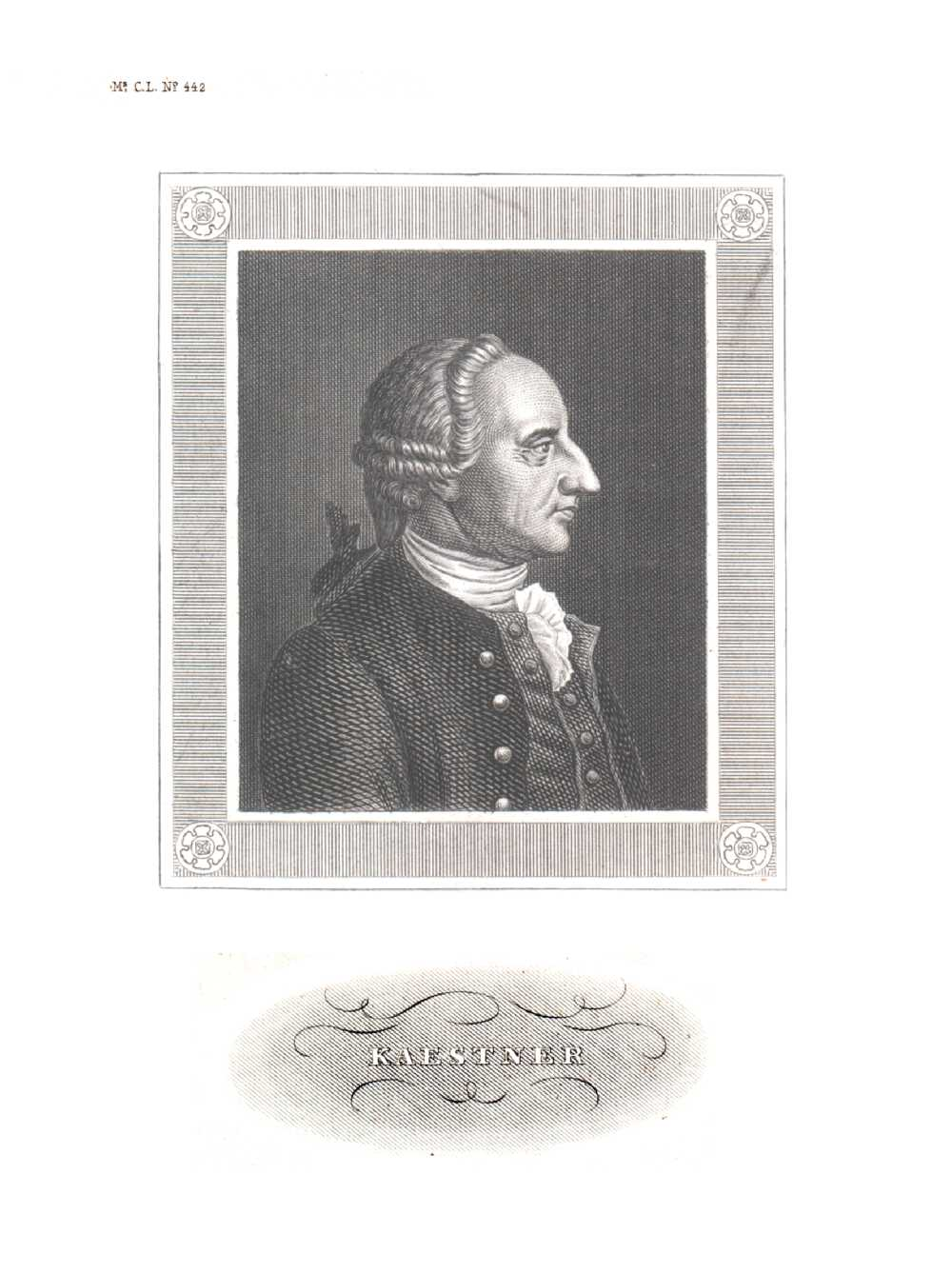
Abraham Gotthelf Kästner

Von seinen zahlreichen Schriften über Mathematik sind seine Anfangsgründe der Mathematik (Göttingen 1758–1769, 4 Bände; 6. Aufl. 1800) hervorzuheben. Zudem legte er eine umfassende Geschichte der Mathematik vor (Göttingen 1796–1800, 4 Bände).
Am bekanntesten wurde Kästner durch seine Sinngedichte, die zuerst ohne seine Einwilligung 1781 in Gießen erschienen und ihm durch ihren beißenden Witz und ihre scharfe Ironie auf verschiedene Persönlichkeiten viel Kritik einbrachten. Sie wurden später in seine Vermischten Schriften 1 und 2 (Altenburg 1783, 2 Bände) aufgenommen und erschienen auch in seinen Gesammelten poetischen und prosaischen schönwissenschaftlichen Werken (Berlin 1841, 4 Bände) sowie später in Joseph Kürschners Deutscher Nationalliteratur, Band 73 (hrsg. von Minor; Stuttgart 1883). Kaum bekannt ist seine Lobschrift auf Gottfried Wilhelm Freyherrn von Leibniz (Altenburg, 1769). Zur Totenfeier von Gerlach Adolph von Münchhausen am 28. Dezember 1770 komponierte Johann Friedrich Schweinitz eine Kantate auf einen Text Kästners. Sie wurde zu von Münchhausens zweijährigem Totengedenken am 26. November 1772 von Johann Nikolaus Forkel neu vertont.

## Erwähnung bei Lichtenberg und Kleist
Kästner wird oft und mit großem Respekt in Georg Christoph Lichtenbergs Sudelbüchern und Briefen genannt und zitiert, zahlreiche Briefe Lichtenbergs sind an ihn gerichtet. Auch in Heinrich von Kleists Über die allmähliche Verfertigung der Gedanken beim Reden wird Kästner – als bekannter Mathematiker – erwähnt: „Nicht, als ob sie es mir, im eigentlichen Sinne, sagte; denn sie kennt weder das Gesetzbuch, noch hat sie den Euler, oder den Kästner studiert.“